# Ликия и Памфилия
Ликия и Памфилия (на латински: Lycia et Pamphylia) е провинция на Римската империя в географския район на Мала Азия.
Двойната провинция е основана около 74 г. по времето на Веспасиан. Преди това Ликия е самостоятелна провинция от 43 г., a Памфилия е област в състава на провинция Галатия от 25 пр.н.е.. След 295 г. провинцията е административно причислена към Диоцез Азия. Управлявана е от губернатори с титла легат:
- Антични градове през Елинизма
- Амфитеатър в Пинара
- Предримски ликийски саркофаг
- Римска баня в Олимпос
- Надгробен монумент, Ксантос